# Herbita renipuncta
Herbita renipuncta là một loài bướm đêm trong họ Geometridae.